# Alena Vrzáňová
Alena „Ája“ Vrzáňová (* 16. Mai 1931 in Prag; † 30. Juli 2015 in New York City, USA) war eine tschechoslowakische Eiskunstläuferin. Sie war die Weltmeisterin von 1949 und 1950 und die Europameisterin von 1950.
Vrzáňová begann im Alter von drei Jahren, als ihr ihre Eltern Ski kauften, mit dem Wintersport. Jeden Winter verbrachte die Familie im Riesengebirge. Diese Tradition wurde wegen des Zweiten Weltkriegs unterbrochen. So begann sie mit dem Eiskunstlaufen. Die Bedingungen dafür waren nicht einfach, da sie aufgrund der Verdunkelungsvorschriften nur an frühen Wintermorgen in der Dunkelheit trainieren konnte. Die Trainingsstunden fanden im offenen Winterstadion Štvanice (Zimní stadión Štvanice) statt, vor der Trainingszeit der Eishockeyspieler, oder auf den vereinseigenen Tennisplätzen, die geflutet und das Wasser dann gefroren wurde. Neben dem Eiskunstlauftraining besuchte sie eine Ballettschule und spielte Klavier.
Im Jahr 1946 wurde sie tschechoslowakische Jugendmeisterin im Eiskunstlauf. Im Herbst des Jahres zog sie nach London, um bei Arnold Gerschwiler trainieren zu können. Im Jahr 1947 gewann sie erstmals die nationalen Meisterschaften bei den Senioren und nahm erstmals bei Europa- und Weltmeisterschaften teil, wo sie sich als Sechste, bzw. Siebte platzieren konnte. Nachdem die kommunistische Partei in der Tschechoslowakei an die Macht gekommen war, wurde Vrzáňová dafür kritisiert, dass sie in London trainierte.
Bei der Europameisterschaft 1948 gewann sie im heimischen Prag mit Bronze hinter Barbara Ann Scott und Eva Pawlik ihre erste internationale Medaille. Bei der Weltmeisterschaft in Davos, wie auch bei den Olympischen Spielen in St. Moritz, belegte sie den fünften Platz, beide Male noch hinter ihrer Landsfrau Jiřina Nekolová.
Im Jahr 1949 wurde sie in Mailand Vize-Europameisterin hinter der Olympiazweiten des Vorjahres, Eva Pawlik, die auch bei den Eiskunstlauf-Weltmeisterschaften 1949 in Paris als Favoritin galt. Allerdings konnte die regierende Europameisterin aus Österreich wegen eines gebrochenen Absatzes ihres Schlittschuhs zur Kür nicht mehr antreten. Alena Vrzáňová ergriff diese Chance und gewann ihr erstes WM-Gold.
Nachdem sie den Winter 1949 daheim in der Tschechoslowakei verbracht hatte, gab ihr ihr Vater den Ratschlag, nach der kommenden Weltmeisterschaft nicht mehr zurückzukehren. Sie stimmte dem zu, setzte sich während der Weltmeisterschaft 1950 in London ab und bekam politisches Asyl. Ihre Mutter folgte ihr im März unter dramatischen Umständen. Ihr Flugzeug wurde entführt. Ihr Vater, ein professioneller Cellospieler, besuchte die beiden mehrere Male, aber entschied sich nie dafür, mit ihnen dort zu bleiben und sein Land auch zu verlassen. Vrzáňová selbst kehrte erst 1990 nach Prag zurück.
Im Jahr 1950 gewann sie ihren vierten und letzten nationalen Meistertitel in Folge und wurde Europameisterin in Oslo wie auch Weltmeisterin in London.
Nach ihrer Amateurkarriere zog Vrzáňová in die USA und lief für Eis-Shows wie Ice Follies und Ice Capades. Sie trat auch im Fernsehen und in Werbungen auf.
Im Jahr 1969 heiratete sie den gebürtigen Tschechen Pavel Steindler, sie adoptierten zwei Kinder. Sie führten das Duck Joint Restaurant in New York City und später den Czech Pavilion. Nach dem Tod ihres Mannes arbeitete sie für Ice Capades und führte New York Citys größten öffentlichen Eislaufplatz, den Wollman Rink.

## Ergebnisse
| Wettbewerb / Jahr                   | 1947 | 1948 | 1949 | 1950 |
| ----------------------------------- | ---- | ---- | ---- | ---- |
| Olympische Winterspiele             |      | 5.   |      |      |
| Weltmeisterschaften                 | 7.   | 5.   | 1.   | 1.   |
| Europameisterschaften               | 6.   | 3.   | 2.   | 1.   |
| Tschechoslowakische Meisterschaften | 1.   | 1.   | 1.   | 1.   |